# Stegana consimilis
Stegana consimilis är en tvåvingeart som beskrevs av Papp och Maca 2000. Stegana consimilis ingår i släktet Stegana och familjen daggflugor. Inga underarter finns listade i Catalogue of Life.